# 요한 카를 플로트

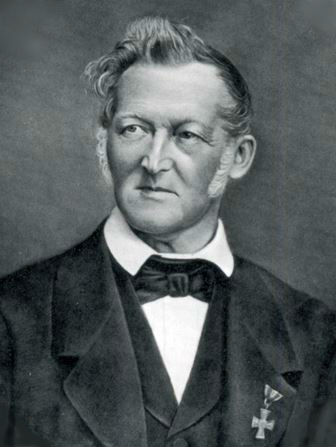
요한 카를 플로트

요한 카를 플로트(Johann Karl Fuhlrott, 1803년 12월 31일 ~ 1877년 10월 17일)는 독일의 생물학자, 박물학자이자 고등학교 교사였다. 1856년 네안데르탈인의 첫 화석을 발견하여 유명하여졌다. 독일 라인란트 주의 뒤셀도르프 고등학교 과학 교사로 재직 중 곰뼈를 발견한 인부들의 선물을 받고 이 곰뼈가 곰뼈가 아니라 새로운 인종의 화석이라 판단한 그는 라인 강변 네안데르탈 협곡을 조사하여 30~40대로 추정되는 남자의 뼈화석을 발견했다.
석탄 채굴차 발파된 뒤셀도르프의 네안데르탈 계곡에서 인부들이 발견한 허벅지뼈는 심하게 굽고 휘어 있었다. 발견한 해골은 머리 정수리 부분이었으며 눈썹 위에는 보통의 사람과는 다른 안와상융기가 돌출되어 있었다. 이에 플로트는 새로운 종의 야만인의 화석을 발견했다고 학회에 보고하였다. 그러나 학회에서는 병든 코사크 족의 유골, 로마시대의 야만인의 뼈화석이라며 그를 조롱했다. 그들에 의하면 나폴레옹 전쟁 때 패한 코사크족 또는 로마시대의 게르만 병사가 죽을 자리를 찾아 동굴로 들어간 것이며 그것을 우연히 발견한 것이라는 것이다.
플로트는 이 화석이 신종 인류의 것임을 계속해서 주장하였으나 받아들여지지 않았다. 1859년에 영국의 찰스 다윈에 의해 종의 기원이란 명저가 발표되고, 인간은 원숭이로부터 진화하였다고 발표하여 유럽에 충격을 주었다. 당시까지만 해도 개신교와 천주교를 신봉하던 유럽에 인간을 하느님이 창조하지 않고 원숭이의 한 종류가 인간으로 진화했다는 것은 충격이었다. 네안데르탈인의 화석을 검사하러 독일을 방문한 토머스 헉슬리는 화석을 보고 깊이 감명받았다 한다.
찰스 다윈의 또다른 지지자였던 영국의 찰스 라이엘 역시 네안데르탈인의 화석을 보고 감동, 진화론의 사실을 입증해주는 것이라고 찬사를 보냈다. 그러나 창조론자들과 기독교인들의 반발은 계속되었다. 그가 죽은 지 30년이 지난 1900년대 초에야 네안데르탈인이 나폴레옹 시대의 병든 코사크족도 로마 제국 시대의 야만인도 아닌 정식 인종으로 인정되었다.